# Sincara
Sincara is een geslacht van vlinders uit de familie wespvlinders (Sesiidae), onderfamilie Sesiinae.
Sincara is voor het eerst wetenschappelijk beschreven door Walker in 1856. De typesoort is Sincara eumeniformis.

## Soort
Sincara omvat de volgende soort:
- S. cambyses Druce, 1883
- S. confusa Butler, 1878
- S. crassicornis (Walker, 1864)
- S. eumeniformis Walker, 1856
- S. lytaea Druce, 1883
- S. maeonia Druce, 1889
- S. manilia Druce, 1889
- S. manoba Druce, 1889
- S. phyllis Druce, 1883